# Dendrobeania birostrata
Dendrobeania birostrata är en mossdjursart som först beskrevs av Yanagi och Okada 1918.  Dendrobeania birostrata ingår i släktet Dendrobeania och familjen Bugulidae. Inga underarter finns listade i Catalogue of Life.